# Elvis Rolle
Elvis Rolle (Cat Island, 8 febbraio 1958) è un ex cestista bahamense, professionista in Italia e in Francia.

## Carriera

Rolle durante la stagione 1990-91

Nato nelle Bahamas, iniziò la carriera in Florida giocando nella squadra della Fort Pierce Central High School a Fort Pierce e proseguendola nella NCAA alla Florida State University, facente parte della Division I.
Scelto al secondo giro dei draft NBA 1981, col numero 42 dai Los Angeles Lakers venne ingaggiato dalla Sinudyne Bologna, non giocando mai nella NBA.
La sua carriera si svolse interamente in Italia: a Bologna, Livorno, Roma e Trapani, con l'unica eccezione della stagione 1988-89, giocata in Francia nel Monaco.

## Palmarès
- Campionato italiano: 1

Virtus Bologna: 1983-84
- Coppa Italia: 1

Virtus Bologna: 1984